# Vertain Communal Cemetery Extension
Le cimetière « Vertain Communal Cemetery Extension  »  est un cimetière militaire de la Première Guerre mondiale situé sur le territoire de la commune de Vertain, Nord.

## Localisation
Ce cimetière est situé à la sortie ouest du village, rue d'Haussy, à côté du cimetière communal.

## Historique
Occupé dès la fin août 1914 par les troupes allemandes, Vertain  est resté loin du front jusqu'au 23 octobre 1918 date à laquelle le village a été capturé par le 24e Royal Fusiliers qui s'y est installé la même nuit. Sur le côté est du cimetière communal se trouvait une petite extension allemande (supprimée en septembre 1922). Ce cimetière fut réalisé fin octobre 1918 du côté est des sépultures allemandes.

## Caractéristique
Ce cimetière comporte maintenant 52 sépultures de soldats britanniques.

## Galerie

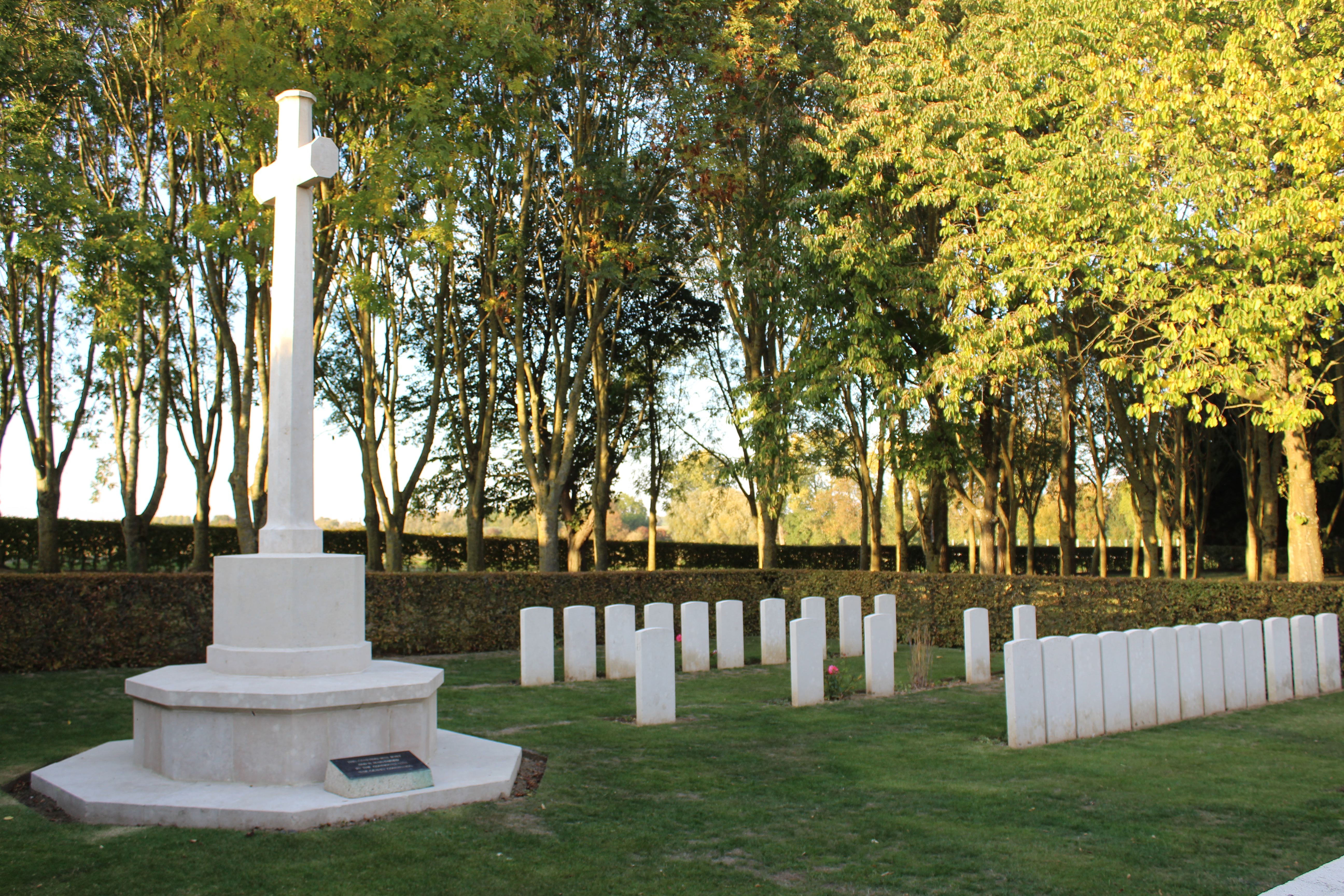
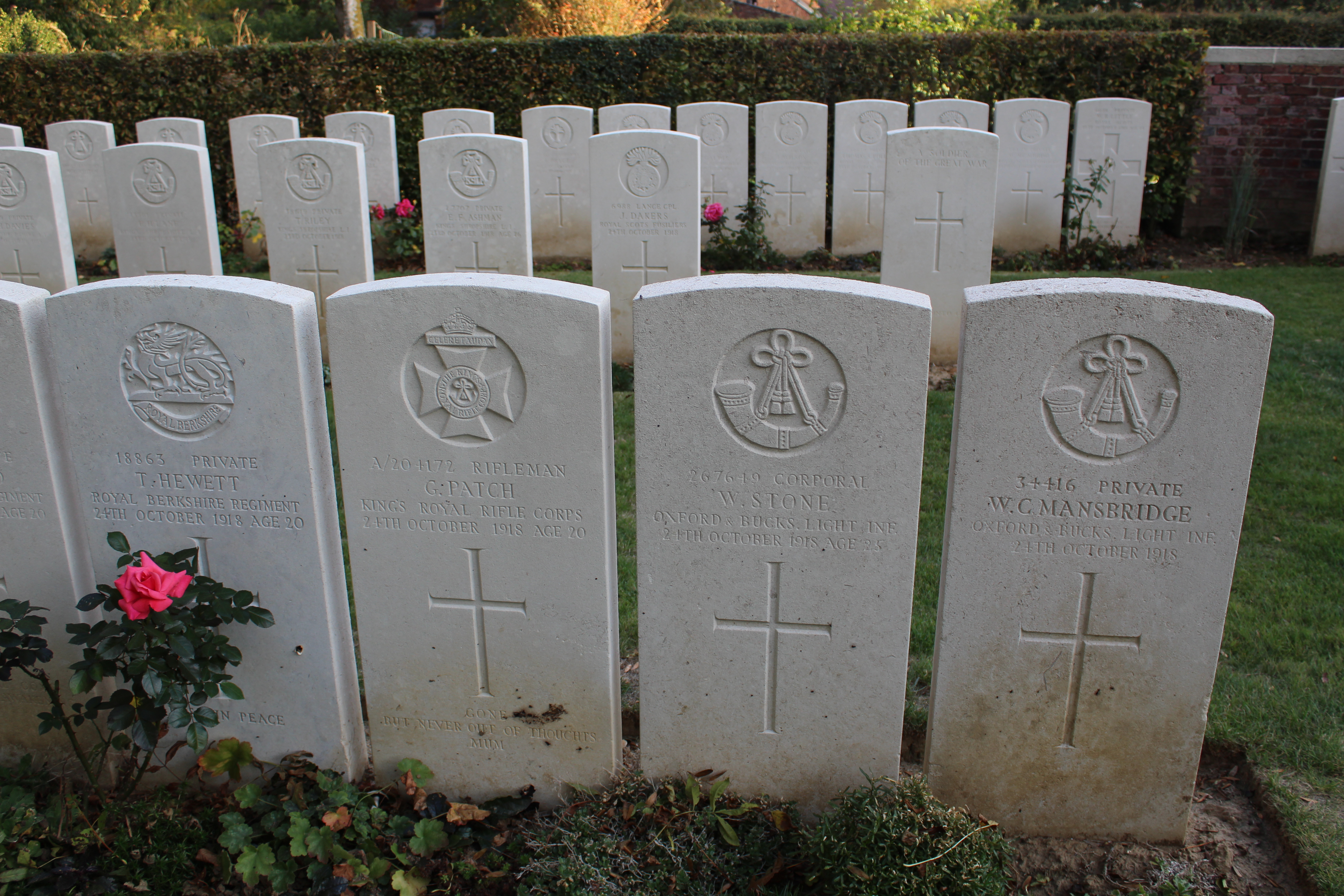
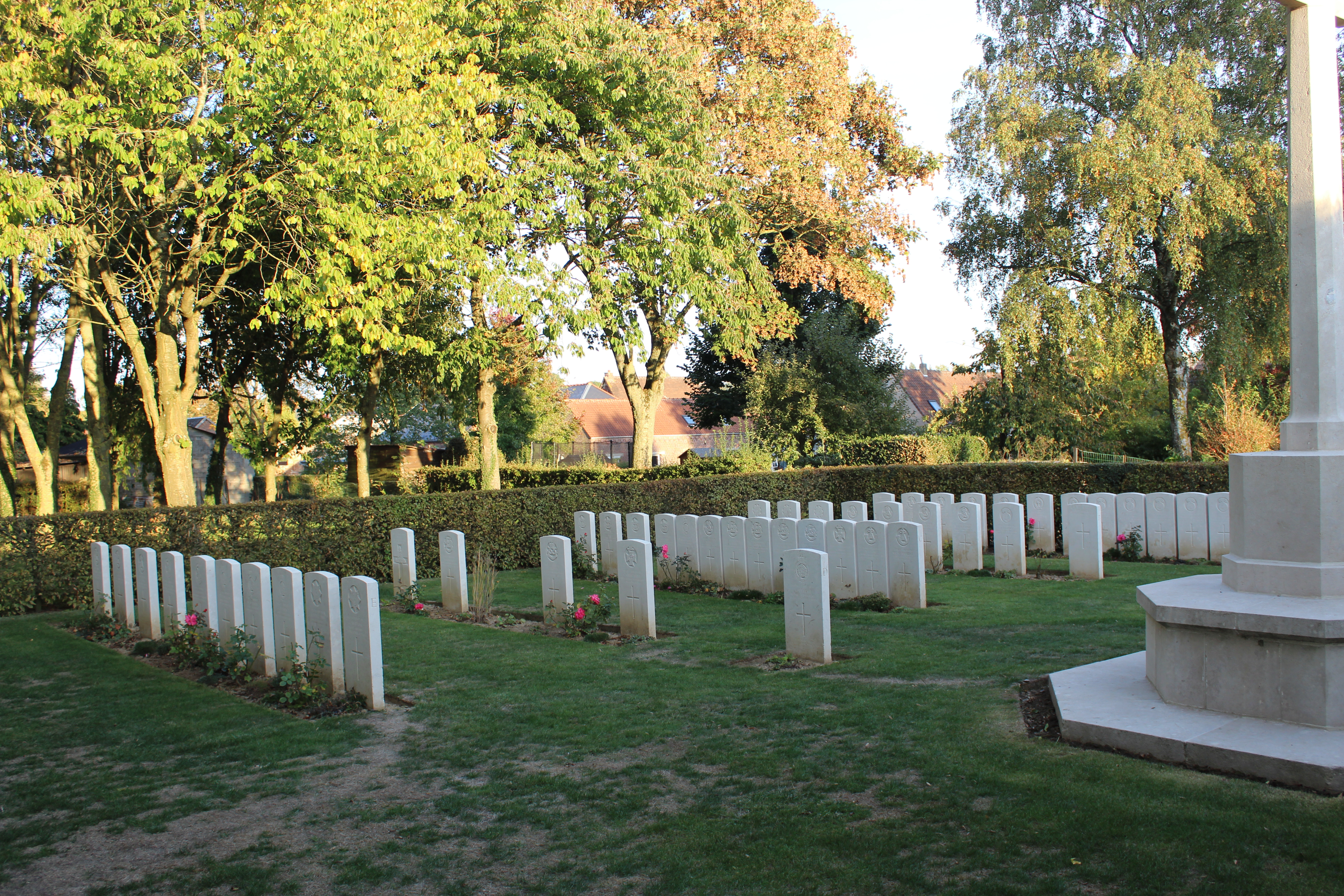

## Sépultures
| Pays        | Sépultures |
| ----------- | ---------- |
| Royaume-Uni | 52         |

### Liens Externes
- « Vertain », sur inmemories.com (consulté le 14 avril 2023)